# La princesa de gel
La princesa de gel (en suec, Isprinsessan) és una novel·la policíaca de l'escriptora sueca Camilla Läckberg, publicada el 2002 a Suècia. És la primera obra de la sèrie de Fjällbacka, protagonitzada pel detectiu Patrik Hedström i l'escriptora Erica Falck, que investiguen diversos crims en aquesta localitat sueca. La novel·la va ser un èxit de vendes a Suècia i ha estat traduïda a diversos idiomes, inclòs el valencià el 2009.
La novel·la “La Princesa de Gel” és la primera obra de Camilla Läckberg, publicada l'any 2002, i des de llavors s'ha convertit en la reina incontestada de la novel·la negra escandinava. La seva obra ha superat els trenta milions d'exemplars venuts en més de seixanta països amb la seva sèrie "Els crims de Fjällbacka". Ha estat reconeguda, entre d'altres, amb el premi Dona de l'Any a Suècia, els premis Folket i el SKTF a Millor Autora de l'any, el Gran Premi de Literatura Policial de França i el People's Literature Award.
La novel·la es desenvolupa en un ambient fred i aïllat, que reflecteix la duresa de la vida en aquestes petites comunitats nòrdiques. El clima extrem, la llarga nit polar i la bellesa salvatge del paisatge són elements que esdevenen gairebé personatges en si mateixos, i que contribueixen a crear una atmosfera única i captivadora.
A més, la novel·la es distingeix per la seva profunditat psicològica. Läckberg no es limita a descriure els fets, sinó que se submergeix en la psique dels seus personatges, revelant les seves motivacions més íntimes, els seus temors i els seus desitjos. Aquesta profunditat psicològica, juntament amb la complexitat de la trama i la maestria amb la qual Läckberg teixeix la intriga, fan de “La Princesa de Gel” una obra inoblidable.

## Argument
La història comença quan Erica Falck torna al seu poble natal de Fjällback, a la costa sueca, després de la mort dels seus pares en un accident de trànsit. Erica ha heretat la casa dels seus pares i està intentant acabar una biografia que té entre mans.
Un dia, mentre passeja, un veí l'avisa que ha descobert el cadàver d'Alex Wijkner, la seva amiga d'infantesa, a la banyera amb l'aigua gelada i les venes tallades. Erica decideix investigar sobre la vida i la mort de la seva amiga amb la idea d'escriure un llibre. Ben aviat descobreix que Alex esperava una criatura i l'autòpsia confirma les seves sospites: Alex ha estat assassinada.
Erica es troba immersa en una truculenta història de crim on els protagonistes no són altres que els seus propis amics de la infantesa. Aquesta situació la porta a descobrir secrets ocults del seu poble natal i a enfrontar-se a la seva pròpia història personal. A més, Erica es troba amb l'exnovio del institut que s'ha convertit en el seu millor amic, els nebots, i per descomptat, el noviete de poble, que després de tota la vida sentint un amor no confessat, aconsegueix que la protagonista (la xica de ciutat) caigui rendida als seus braços, als seus encants innocents i bondadosos.
A mesura que Erica esbrina més sobre la vida de la seva amiga, descobreix més secrets no sols d'ella, sinó de la gent comuna del poble, incloent a amics seus; i per descomptat, els rics i els pobres de la població agrícola. A cada moment sorgeixen nous sospitosos de l'assassinat d'Alex i noves teories són plantejades rebutjant a les anteriors. No obstant això, al final Erica i Patrik descobreixen que en realitat tot el que van concloure des del principi era cert i l'assassí resulta ser qui menys es van imaginar, igual que la seva motivació.

## Personatges
- Erica Falck: Escriptora i periodista que s'implica com a detectiu aficionat.
- Patrik Hedström: Inspector de detectius a Tanumshede, interès romàntic d'Erica.
- Bertil Mellberg: Inspector cap de detectius, sovint vist com mandrós i no massa competent.
- Gösta Flygare: Inspector de detectius.
- Anna Maxwell (nascuda Falck): La germana d'Erica.
- Lucas Maxwell: El marit abusiu d'Anna.
- Pernilla Karlsson: Dona de l'antic amor d'Erica al institut
- Dan Karlsson: Marit de Pernilla. Ex-novio d'Erica
- Eilert Berg: Vell treballador que troba el cadàver d'Alexandra.
- Alexandra Wijkner (nascuda Carlgen): Víctima el cadàver de la qual es troba en una banyera congelada.
- Henrik Wijkner: Marit d'Alexandra.

## Altres significats
El terme "princesa de gel" també pot referir-se a:
- La princesa de gel de Sibèria, una mòmia d'una dona del segle V aC, descoberta el 1993 en un kurgan pertanyent a una de les tombes de Pazyryk, de la cultura de Pazyryk a la República de l'Altai, Rússia.
- La princesa de gel, una pel·lícula de Disney de 2005, protagonitzada per Joan Cusack, Michelle Trachtenberg, Kim Cattrall i Hayden Panettiere.
- La princesa de gel (desambiguació), una pàgina de Wikipedia que enumera altres possibles significats del terme.